# Moto3
Moto3 és una de les categories que integren el Campionat del Món de Motociclisme de velocitat, regulat per la FIM. Destinada a motocicletes equipades amb motors de 250 cc i quatre temps, aquesta categoria substituí a partir del 2012 a l'antiga de 125cc (amb motor de dos temps).

## Reglamentacions
Aquesta classe es limita a motors amb un sol cilindre i un diàmetre màxim de 81 mm. El pes total mínim de motocicleta i conductor és de 148 kg. Els pilots no poden tenir més de 28 anys, 25 si són wild-cards ("comodins", pilots convidats per l'organització) o acabats de contractar i participen per primera vegada al mundial. La graella de sortida conté uns 20 corredors i es compon de quatre columnes.

### Especificacions del motor
- Configuració: Monocilíndric.
- Cilindrada: 250 cc.
- Cicle del motor: 4 temps.
- Vàlvules: 4 vàlvules.

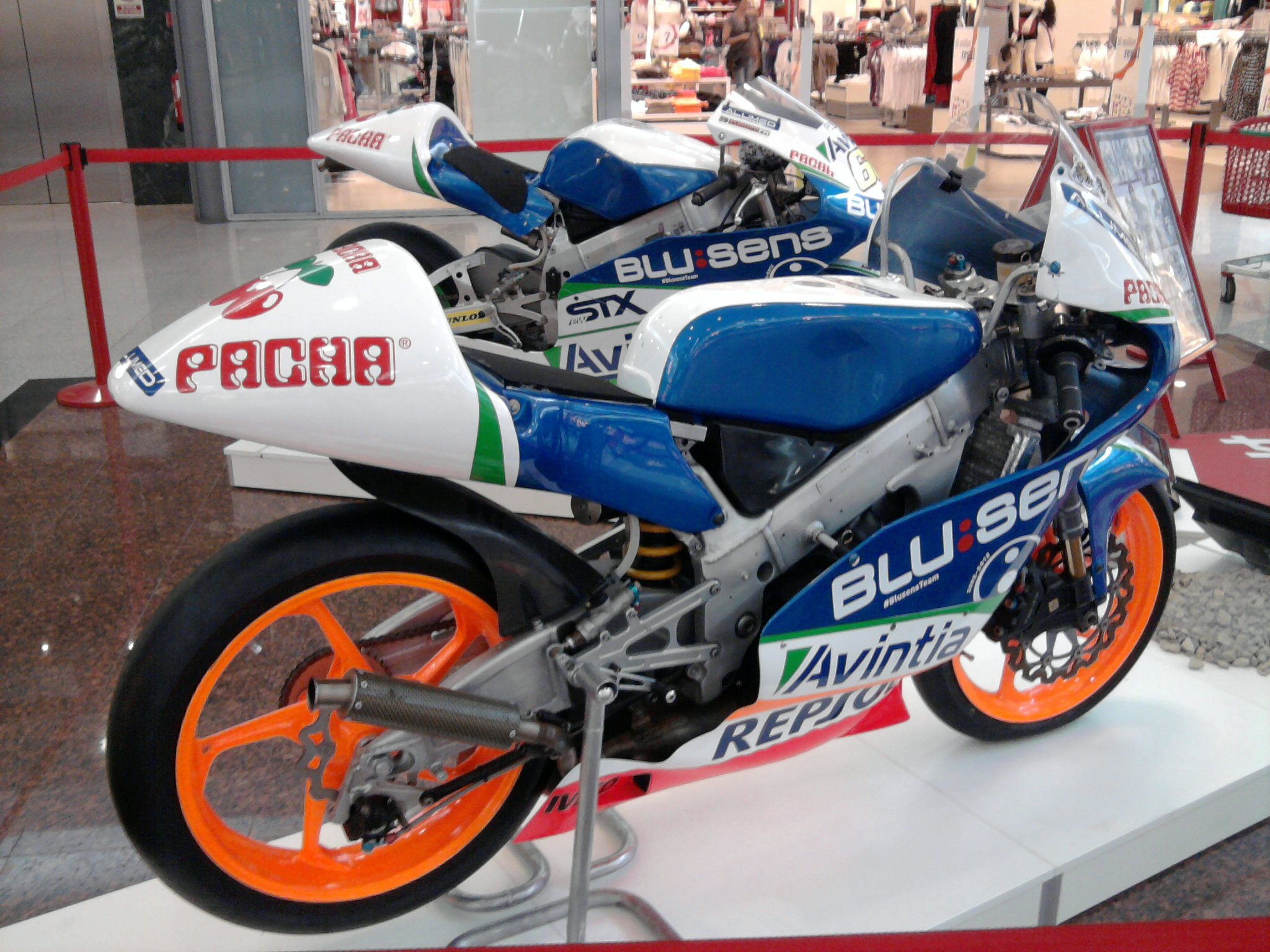
Honda Moto3 de Maverick Viñales (2012)

- Distribució: Arbre de lleves (DOHC).
- Combustible: Sense plom, 100 octans (qualsevol mena de combustible).
- Alimentació: Injecció.
- Aspiració: Motor d'aspiració natural.
- Lubricació: Càrter humit.
- Màxim de revolucions: 17.500 - 18.000 rpm.
- Refrigeració: Bomba d'aigua individual.

## Campions
A 21 de novembre de 2024
| Edició | Any  | Campió              | Motocicleta |
| ------ | ---- | ------------------- | ----------- |
| I      | 2012 | Sandro Cortese      | KTM         |
| II     | 2013 | Maverick Viñales    | KTM         |
| III    | 2014 | Àlex Márquez        | Honda       |
| IV     | 2015 | Danny Kent          | Honda       |
| V      | 2016 | Brad Binder         | KTM         |
| VI     | 2017 | Joan Mir            | Honda       |
| VII    | 2018 | Jorge Martín        | Honda       |
| VIII   | 2019 | Lorenzo Dalla Porta | Honda       |
| IX     | 2020 | Albert Arenas       | KTM         |
| X      | 2021 | Pedro Acosta        | KTM         |
| XI     | 2022 | Izan Guevara        | Gas Gas     |
| XII    | 2023 | Jaume Masià         | Honda       |
| XIII   | 2024 | David Alonso        | CFMoto      |